# Le Plessis-Macé
Le Plessis-Macé és un municipi francès situat al departament de Maine i Loira i a la regió de País del Loira. L'any 2007 tenia 1.208 habitants.

## Demografia

### Població
El 2007 la població de fet de Le Plessis-Macé era de 1.208 persones. Hi havia 396 famílies de les quals 44 eren unipersonals (16 homes vivint sols i 28 dones vivint soles), 116 parelles sense fills, 228 parelles amb fills i 8 famílies monoparentals amb fills.
La població ha evolucionat segons el següent gràfic:
Habitants censats

### Habitatges
El 2007 hi havia 409 habitatges, 394 eren l'habitatge principal de la família, 2 eren segones residències i 13 estaven desocupats. 384 eren cases i 24 eren apartaments. Dels 394 habitatges principals, 292 estaven ocupats pels seus propietaris, 100 estaven llogats i ocupats pels llogaters i 2 estaven cedits a títol gratuït; 9 tenien dues cambres, 26 en tenien tres, 98 en tenien quatre i 261 en tenien cinc o més. 346 habitatges disposaven pel capbaix d'una plaça de pàrquing. A 136 habitatges hi havia un automòbil i a 249 n'hi havia dos o més.

### Piràmide de població
La piràmide de població per edats i sexe el 2009 era:
| Homes | Edats   | Dones |
| ----- | ------- | ----- |
| 0     | 95 o +  | 0     |
| 0     | 90 a 94 | 4     |
| 0     | 85 a 89 | 8     |
| 0     | 80 a 84 | 0     |
| 12    | 75 a 79 | 4     |
| 8     | 70 a 74 | 8     |
| 16    | 65 a 69 | 20    |
| 8     | 60 a 64 | 4     |
| 8     | 55 a 59 | 8     |
| 28    | 50 a 54 | 36    |
| 32    | 45 a 49 | 40    |
| 36    | 40 a 44 | 32    |
| 48    | 35 a 39 | 36    |
| 44    | 30 a 34 | 52    |
| 48    | 25 a 29 | 48    |
| 8     | 20 a 24 | 16    |
| 36    | 15 a 19 | 24    |
| 36    | 10 a 14 | 32    |
| 48    | 5 a 9   | 60    |
| 60    | 0 a 4   | 56    |

## Economia
El 2007 la població en edat de treballar era de 786 persones, 628 eren actives i 158 eren inactives. De les 628 persones actives 582 estaven ocupades (301 homes i 281 dones) i 46 estaven aturades (19 homes i 27 dones). De les 158 persones inactives 59 estaven jubilades, 72 estaven estudiant i 27 estaven classificades com a «altres inactius».

### Ingressos
El 2009 a Le Plessis-Macé hi havia 409 unitats fiscals que integraven 1.244,5 persones, la mediana anual d'ingressos fiscals per persona era de 17.609 €.

### Activitats econòmiques
Dels 28 establiments que hi havia el 2007, 6 eren d'empreses de construcció, 3 d'empreses de comerç i reparació d'automòbils, 1 d'una empresa de transport, 2 d'empreses d'hostatgeria i restauració, 2 d'empreses d'informació i comunicació, 1 d'una empresa immobiliària, 9 d'empreses de serveis, 1 d'una entitat de l'administració pública i 3 d'empreses classificades com a «altres activitats de serveis».
Dels 8 establiments de servei als particulars que hi havia el 2009, 1 era un guixaire pintor, 2 fusteries, 3 lampisteries, 1 perruqueria i 1 restaurant.
L'únic establiment comercial que hi havia el 2009 era una botiga de menys de 120 m².
L'any 2000 a Le Plessis-Macé hi havia 9 explotacions agrícoles.

## Equipaments sanitaris i escolars
El 2009 hi havia una escola elemental.

## Poblacions més properes
El següent diagrama mostra les poblacions més properes.